# Lewis Caleb Beck
Lewis Caleb Beck  (Schenectady, Nova Iorque, 4 de outubro de 1798 — Albany, 20 de abril de 1853) foi um médico,  químico e botânico norte-americano.

## Biografia
Era filho de Caleb Beck e de Catherine nascida Romeyn. Fez seus estudos na “Union College de Schenectady” em 1816. Em seguida, estudou na Escola de Medicina e Cirurgia em Nova Iorque. Diplomou-se em medicina em 1818, exercendo a profissão em diversos lugares dos Estados Unidos, aproveitando as suas transferências para colher ativamente plantas.
Ensinou botânica a partir de 1824 no  “Instituto Médico de  Berkshire”. Posteriormente, em 1826, foi nomeado  professor de química e botânica na Academia de Medicina de Vermont. Em 1830,  começou a ensinar química na Universidade de Rutgers e, em 1836, em Nova Iorque. De 1840 até a sua morte, lecionou química e farmácia na Escola de Medicina de Albany.

## Obras
- Botany of the Northern and Middle States (1833)
- Mineralogy of New York (1842).